# Gremlin Interactive
Gremlin Interactive (також відома як Gremlin Graphics) — закрита британська компанія, яка розташовувалася у місті Шеффілд та займалася випуском програмного забезпечення для домашніх комп'ютерів.

## Історія компанії
Компанію Gremlin Graphics Software Ltd заснував у 1984 році Іан Стюарт. Через 10 років компанія була перейменована в Gremlin Interactive. Як і інші компанії, що розробляли відеоігри у вісімдесяті роки минулого століття, Gremlin орієнтувалася на розробку продукції для 8-бітних домашніх комп'ютерів, таких як ZX Spectrum, Amstrad CPC, MSX і Commodore 64. Найбільш успішними з ранніх робіт компанії стали ігри Wanted: Monty Mole для ZX Spectrum і Thing on a Spring для Commodore 64.
Справжній успіх прийшов до Gremlin на початку дев'яностих, з появою ігор Zool і Premier Manager. В цей же час створюється перший в світі повністю тривимірний футбольний симулятор Actua Soccer. Далі компанія випускає цілий ряд автосимуляторів: Lotus, футуристичну Motorhead, видовищну Fatal racing, а також авіасимулятор Hardwar. Виходить серія різних спортивних ігор із загальною назвою Actua Sports, яка включала в себе футбол, теніс, хокей, гольф та інші види спорту.
В 1997 році компанія Gremlin купує студію DMA Design, компанію, яка подарувала світові такі шедеври, як GTA і Lemmings.
В 1999 Infogrames купує Gremlin Interactive за 24 мільйон фунтів і перейменовує компанію на «Infogrames Sheffield House», але вже через 4 роки цей підрозділ закривається. З тих пір і по теперішній час будівля, яку колись займала Gremlin Interactive, пустує. На сьогодні власником спадщини компанії є Atari.

## Продукція компанії
- Actua Golf
- Actua Golf 2
- Actua Pool
- Actua Soccer
- Actua Tennis
- Alternative World Games
- Auf Wiedersehen Monty

- Body Harvest
- Brutal Sports Football

- Cosmic Causeway: Trailblazer II

- Death Wish 3
- Fatal Racing

- Fragile Allegiance
- Full Throttle: All-American Racing

- Gauntlet
- Gary Lineker's Superstar Soccer
- Gekido

- Hardcore 4X4
- Hardwar
- Harlequin

- Impossamole

- Jack the Nipper
- Jack the Nipper II: In Coconut Capers
- Jungle Strike

- Krakout

- Litil Divil
- Loaded
- Lotus Esprit Turbo Challenge

- Masters of the Universe - The Movie
- Monopoly
- Monty is Innocent
- Monty on the Run
- Motorhead

- N2O: Nitrous Oxide
- Newman/Haas IndyCar featuring Nigel Mansell
- Nigel Mansell's F-1 Challenge
- Nigel Mansell's World Championship Racing
- Normality

- Premier Manager
- Premier Manager 2
- Premier Manager 3
- Premier Manager: Ninety Nine

- Realms of the Haunting
- Soulbringer
- Space Crusade

- Shadow Fighter
- Slipstream 5000
- Super Cars
- Switchblade 2

- Top Gear
- Top Gear 2
- Top Gear 3000
- Toyota Celica GT Rally

- Utopia: The Creation of a Nation

- Wanted: Monty Mole
- Wild Metal Country